# 박지환
박지환(1980년 9월 5일 ~ )은 대한민국의 배우이다.

## 출연작

### 영화
- 2006년 영화 《짝패》 ... 10대 상대파 두목 역
- 2007년 영화 《불한당들》 ... 호프집 한국인들 역
- 2007년 영화 《유령 소나타》
- 2009년 영화 《고갈》 ... 남자 역
- 2009년 영화 《귀향》 ... 오줌 남 역
- 2009년 영화 《청계천의 개》
- 2011년 영화 《오직 그대만》 ... 성산효 체육관 선수 1 역
- 2012년 영화 《통통한 혁명》 ... 웨이터 역
- 2013년 영화 《베를린》 ... 보위부요원 2역
- 2013년 영화 《방독피》 ... 주차요원 보식 역
- 2013년 영화 《집으로 가는 길》 ... 태광 역
- 2014년 영화 《남자가 사랑할 때》 ... 금니 역
- 2014년 영화 《한번도 안해본 여자》 ... 취객 역
- 2014년 영화 《나의 독재자》 ... 고문팀장 역
- 2014년 영화 《빅매치》 ... 노숙자 역
- 2014년 영화 《호산나》
- 2015년 영화 《연애의 맛》 ... 과거 의과선배 역
- 2015년 영화 《무뢰한》 ... 손경수 역
- 2015년 영화 《악인은 살아 있다》 ... 김주원 역
- 2015년 영화 《대호》 ... 환포수 역
- 2016년 영화 《검사외전》 ... 철구 역
- 2016년 영화 《대배우》 ... 정봉 역
- 2016년 영화 《탐정 홍길동: 사라진 마을》 ... 장길성 역
- 2016년 영화 《특별수사: 사형수의 편지》 ... 길 상사 역
- 2016년 영화 《아수라》 ... 태병조 수행원 썬글남 역
- 2017년 영화 《대립군》 ... 골루타 역
- 2017년 영화 《범죄도시》[2] ... 장이수 역 (일본어 더빙: 타카하시 친넨)
- 2017년 영화 《1987》 ... 황정웅 경위 역
- 2018년 영화 《성난 황소》 ... 박춘식 역
- 2018년 영화 《마약왕》 ... 왕문호 역
- 2019년 영화 《사바하》 ... 장석 역
- 2019년 영화 《봉오동 전투》 ... 아라요시 시게루 역
- 2020년 영화 《지푸라기라도 잡고 싶은 짐승들》 ... 붕어 역
- 2021년 영화 《그라운드 제로》 ... 문신 남 역
- 2021년 영화 《유체이탈자》 ... 행려 역
- 2022년 영화 《해적: 도깨비 깃발》 ... 아귀 역
- 2022년 천만영화 《범죄도시 2》[3] ... 장이수 역  (일본어 더빙: 사토 세츠지)
- 2022년 영화 《한산: 용의 출현》 ... 나대용 역
- 2023년 천만영화 《범죄도시 3》[4] ... 장이수 역[5] (특별출연)
- 2024년 천만영화 《범죄도시4》 ... 장이수 역 (일본어 더빙: 사토 세츠지)
- 2024년 영화 《하이재킹》 ... 김 경장 역
- 2024년 영화 《핸섬가이즈》 ... 최 소장 역
- 2024년 영화 《보고타: 마지막 기회의 땅》 ... 작은 박 사장 역
- 2025년 영화 《왕과 사는 남자》 ... (특별출연)
- 2025년 영화 《보스》 ... 판호 역
- 2026년 천만영화 《범죄도시5》 ... 장이수 역

### 드라마
- 《육룡이 나르샤》 (2015년, SBS) -풍지관 일원
- 《피리부는 사나이》 (2016년, tvN) - 허태웅 역
- 《마스터 - 국수의 신》 (2016년, KBS2)
- 《언터처블》 (2017년, JTBC) - 구도수 역
- 《진심이 닿다》 (2019년, tvN) - 이두섭 역
- 《녹두꽃》 (2019년, SBS) - 김가 역
- 《블랙독》 (2019년, tvN) - 송영태 역
- 〈모범형사〉 (2020년, JTBC) - 김상수 역
- 《우리들의 블루스》 (2022년, tvN) - 정인권 역
- 《패밀리》 (2023년, tvN) - 총알 / 강오탁 역
- 《O'PENing - 여름 감기》 (2023년, tvN) - 강진도 역
- 《경성크리처》 (2023년, Netflix) - 갑평 역
- 《순정복서》 (2023년, KBS2) - 김오복 역
- 《아무도 없는 숲속에서》 (2024년, Netflix) - 박종두 역
- 《우씨왕후》 (2024년, TVING) - 무골 역
- 《강력하진 않지만 매력적인 강력반》 (2024년, Disney+) - 무중력 역
- 《경성크리처 시즌 2》 (2024년, Netflix) - 구갑평 역 (특별출연)

### 예능
- tvN 《빌려드립니다 바퀴 달린 집》(2021년)
- tvN 《텐트 밖은 유럽》(2022년)
- tvN 《텐트 밖은 유럽 - 노르웨이편》(2023년)
- 쿠팡플레이 《SNL 코리아 리부트 시즌5》 (2024년)
- tvN 《유 퀴즈 온 더 블럭》(2024년)
- TV CHOSUN 《제철 남자》(2025년)

### 연극
- 《고제》(2016년)

### 광고
- 대원제약 콜대원
- 롯데웰푸드 자일리톨껌
- 미르2: 뉴킹덤

## 수상 및 후보
| 연도 | 시상식                    | 부문                   | 작품                                      | 결과 |
| ---- | ------------------------- | ---------------------- | ----------------------------------------- | ---- |
| 2022 | 제8회 에이판 스타 어워즈  | 남자 연기상            | 우리들의 블루스                           | 후보 |
| 2022 | 제27회 춘사국제영화제     | 남우조연상             | 범죄도시 2                                | 수상 |
| 2022 | 제43회 청룡영화상         | 남우조연상             | 범죄도시 2                                | 후보 |
| 2022 | 제58회 대종상             | 남우조연상             | 범죄도시 2                                | 후보 |
| 2022 | 제58회 대종상             | 피플스 어워드 남우부문 | 범죄도시 2                                | 수상 |
| 2022 | 제42회 황금촬영상         | 최우수 남우조연상      | 범죄도시 2                                | 수상 |
| 2023 | 제59회 백상예술대상       | 영화부문 남자 조연상   | 범죄도시 2                                | 후보 |
| 2023 | KBS 연기대상              | 남자 조연상            | 순정복서                                  | 후보 |
| 2024 | 제33회 부일영화상         | 남우조연상             | 핸섬가이즈                                | 후보 |
| 2024 | 제10회 에이판 스타 어워즈 | 남자 연기상            | 강력하진 않지만 매력적인 강력반, 우씨왕후 | 후보 |